# Конкје
Конкје (фр. Commequiers) насеље је и општина у западној Француској у региону Лоара, у департману Вандеја која припада префектури Сабл д'Олон.
По подацима из 2011. године у општини је живело 3072 становника, а густина насељености је износила 76,3 становника/km². Општина се простире на површини од 40,26 km². Налази се на средњој надморској висини од 20 метара (максималној 55 m, а минималној 0 m).

## Демографија
| 1962. | 1968. | 1975. | 1982. | 1990. | 1999. | 2011. |
| ----- | ----- | ----- | ----- | ----- | ----- | ----- |
| 1.606 | 1.719 | 1.701 | 1.862 | 2.053 | 2.297 | 3.072 |

График промене броја становника у току последњих година